# Motta del Cornio Nuovo
Die Motta del Cornio Nuovo ist eine kleine Insel in der mittleren Lagune von Venedig unweit des Ottagono San Pietro. Sie hat eine Fläche von 604 m² (nach anderen Angaben 900) und liegt unweit des Canale dei petroli, eines viel befahrenen Kanals, der die Durchfahrt von Malamocco mit den Häfen von Mestre und Marghera verbindet.
Venedig ließ neben den bekannten Murazzi, massiven Festungsanlagen am Rand der Lagune, auch mehrere achteckige Inseln zum Schutz der Kanäle (Ottagoni), sowie weitere Festungsbauten errichten. Dazu zählten auch Motten, im Sonderfall der Lagune auf etwas erhöhten Inseln gelegene, wenig befestigte Häuser, die die einfachste Form des Festungsbaus darstellten. Sie sollten im Verbund mit anderen Inselfestungen die ihnen benachbarten Kanäle kontrollieren.